# ひだまりんぐsongs
『ひだまりんぐsongs 〜ひだまりスケッチ×☆☆☆ キャラクターソング集〜』（ひだまりんぐソングス ひだまりスケッチほしみっつ キャラクターソングしゅう）は、2010年12月22日にGloryHeavenから発売されたアルバム。

## 概要
テレビアニメ『ひだまりスケッチ×☆☆☆』のキャラクターソングアルバム。各キャラクターソングを一枚のCDで収録したのは、第1期シリーズで発売された「ひだキャラ」以来となる。同アニメでゆの、宮子、ヒロ、沙英、乃莉、なずな、校長先生、吉野屋先生を充てている阿澄佳奈、水橋かおり、後藤邑子、新谷良子、原田ひとみ、小見川千明、チョー、松来未祐が歌っている。ゆの、宮子、ヒロ、沙英、乃莉、なずなの6曲は、『ひだまりスケッチ×☆☆☆』BD・DVDの各限定版に同梱されたキャラクターCDからの楽曲である。

## 収録曲
1. はなまるスケッチ [4:03]
歌：ゆの（阿澄佳奈）
作詞・作曲：yozuca*、編曲：菊池達也
2. 限界フリーズアウト [3:54]
歌：校長先生（チョー）
作詞：micco、作曲・編曲：鈴木裕明
3. white days [3:56]
歌：なずな（小見川千明）
作詞：micco、作曲：俊龍、編曲：菊谷知樹
4. この部屋でまた♪ [3:35]
歌：ヒロ（後藤邑子）
作詞：micco、作曲：菊池達也、編曲：菊谷知樹
5. 心アンテナ [3:25]
歌：乃莉（原田ひとみ）
作詞：micco、作曲・編曲：菊谷知樹
6. 教えて!マイプリンス [4:42]
歌：吉野屋先生（松来未祐）
作詞：micco、作曲・編曲：鈴木裕明
7. 太陽とGO!! [3:18]
歌：宮子（水橋かおり）
作詞：micco、作曲・編曲：菊池達也
8. 心の奥、言えない言葉 [4:10]
歌：沙英（新谷良子）
作詞：micco、作曲・編曲：菊池達也